# Língua cabécar
Cabécar é uma língua Ameríndia da família das Chibchanas falada por cerca de 9 mil pessoas do povo Cabécar na Costa Rica. Especificamente, é falado na região interior de Turrialba, na Província de Cartago). 80% dos falantes são monolíngües; a partir de 2007, é a única língua indígena na Costa Rica com adultos monolíngues. A língua também é conhecida por seus nomes de dialetos Chirripó, Estrella, Telire e Ujarrás.

## História
Os Cabécares são considerados uma das poucas "tribos que falam línguas chibcha", categorizadas por semelhanças nas línguas que falam. Outras tribos falantes dessas línguas incluem os Bribri e os Boruca, também da Costa Rica. Acredita-se que as línguas das tribos falantes de Chibcha compartilhavam um ancestral comum há cerca de 8 mil anos. No entanto, acredita-se que diferenças entre as línguas tenham surgido da influência de pessoas externas, incluindo aquelas também da América Central.

## Geografia
O Cabécar está em perigo extinção, sendo falada pelo povo [Cabécar]], um grupo indígena localizado perto da Cordilheira de Talamanca (Montanhas Talamananas) da Costa Rica..

### Dialetos
xistem dois dialetos diferentes de Cabécar, cada um dos quais tem dialetos mais estreitos dentro dele. Um deles é falado no norte, enquanto o outro é falado no sul da Costa Rica..

## Gramática
Cabécar usa nas suas frases a ordem de palavras Sujeito-Objeto-Verbo.

## Fonologia
Cabécar usa uma forma do alfabeto latino com trema para (ë, ö) e til para (ã, ẽ, ĩ, õ, ũ). Cabécar tem doze vogais, cinco das quais são nasalizadas.

### Consoantes
|           |           | Bilabial | Dental | Alveolar | Retroflexa | Pós-alveolar | Velar | Glotal |
| --------- | --------- | -------- | ------ | -------- | ---------- | ------------ | ----- | ------ |
| Plosiva   | plana     | p        |        | t        |            | t͡ʃ           | k     |        |
| Plosiva   | sonora    | b        |        | d        |            | d͡ʒ           |       |        |
| Fricativa | Fricativa |          |        | s        |            | ʃ            |       | h      |
| Africada  | Africada  |          | t͡k     | t͡s       |            |              |       |        |
| Vibrante  | Vibrante  |          |        |          | ɽ          |              |       |        |
| Nasal     | Nasal     |          |        |          |            |              | ŋ     |        |

### Vogais
|              | Anterior | Posterior |
| ------------ | -------- | --------- |
| Fechada      | i        | u         |
| Meio fechada | e        | o         |
| Meio aberta  | ɛ        | ɔ         |
| Aberta       | a        |           |